# 괴정동 패총
괴정동 패총(槐亭洞 貝塚)은 부산광역시 사하구 괴정동에 있던 조개더미이다. 1972년 6월 26일 부산광역시의 기념물 제1호로 지정되었으나, 1978년 11월 3일 도시화 과정에서 괴정동 조개더미 주변에 주택지가 밀집 조성되는 등 패총이 훼손됨에 따라 문화재 지정이 해제되었다.

## 개요
괴정동 패총은 부산광역시 사하구 괴정동 산기슭의 괴목(槐木) 주변 일대에 자리잡고 있었으나, 지금은 그 자리에 주택이 들어서서 자취를 확인할 수 없다. 1929년 일본인들에 의해 조사되었는데, 당시 채집된 토기 편 등의 유물은 해방 후 동아대학교 박물관에서 보관하고 있다. 출토 유물은 김해식 토기 편과 회청색 토기 편, 적갈색 토제 방추차 2개, 완형 접시 1점, 간 돌도끼(마제 석부), 민무늬 토기(무문 토기) 편 등이 있다.

## 같이 보기
- 동아대학교 석당박물관

## 참고 자료
- 괘정동패총 - 국가유산청 국가유산포털